# Kanun
El kanun o qanun (en árabe: قانون‎: , qānūn; en turco otomano: قانون‎: , kānūn) es un término derivado del griego antiguo: κανών
kanōn, usado para referirse a las leyes establecidas por soberanos musulmanes, en particular los sultanes otomanos, en contraste a la sharía, el cuerpo de la ley elaborada por los juristas musulmanes. Es frecuentemente traducido como «ley dinástica». La idea de kanun fue introducida en el mundo musulmán en el siglo XIII, procedente del Imperio mongol tras las invasiones de este. El décimo sultán otomano, Suleimán fue apodado Kanuni (‘el legislador’), debido a su código de leyes. 
Después de la caída del califato abasí en 1258, la práctica entre turcos y mongoles se transformó en el qanun árabe, dando poder a califas, gobernadores y sultanes para «hacer sus propias leyes para los asuntos no dirigidos por la sharía». Esto se volvió cada vez más importante como a media que el Oriente Medio empezó a modernizarse y la sharía no cubría las necesidades de un Estado moderno. El qanun tenía bases tan antiguas como el reinado de Umar I (586–644 a. C.) Muchos de los temas regulados por el qanun fueron impuestos o asuntos financieros de los territorios conquistados.